# Statua Matki Bożej na Ostrowie Tumskim
Statua Matki Bożej z Dzieciątkiem na Ostrowie Tumskim – pomnik Maryi Niepokalanie Poczętej wzniesiony we Wrocławiu na pl. Katedralnym przed głównym wejściem do archikatedry św. Jana Chrzciciela.
To najstarszy zachowany pomnik wrocławski, odsłonięty w 1694 r., powstał z inspiracji jezuitów jako wyraz triumfu katolicyzmu nad protestantyzmem. Autor rzeźby, wykonanej z piaskowca, jest nieznany, ale domniemanym autorem jest niderlandzki rzeźbiarz Sulpicius Gode. Dzieło jest wolne od charakterystycznych dla późniejszych zabytków śląskich wpływów szkoły praskiej i najprawdopodobniej zamówione zostało przez kapitułę u artysty wykształconego bezpośrednio na włoskich wzorach.
Na postumencie w kontrapoście stoi posąg Maryi Niepokalanej (Maria Immaculata) w aureoli z 7 gwiazd, w mocno udrapowanej szacie, trzymającej na rękach nagie Dzieciątko Jezus, które udziela prawą ręką błogosławieństwa. Lewą stopę Maryja opiera na globie ziemskim, jednocześnie depcząc węża, symbolizującego grzech i herezję. Dolna część cokołu, pozbawiona ozdób jest zakończona profilowanym gzymsem. Górna część łukowato zwęża się ku górze. Na przedniej ścianie cokołu znajduje się inskrypcja fundacyjna z datą 1694: Beatissimae Virgini deipare haec statua erigebatur MDCLXXXXIV (Błogosławionej Dziewicy Bogarodzicy ta statua została wzniesiona 1694). Pozostałe pola cokołu są zdobione płaskorzeźbionym ornamentem kwiatowym. Pomnik otoczony jest balaskową balustradą.

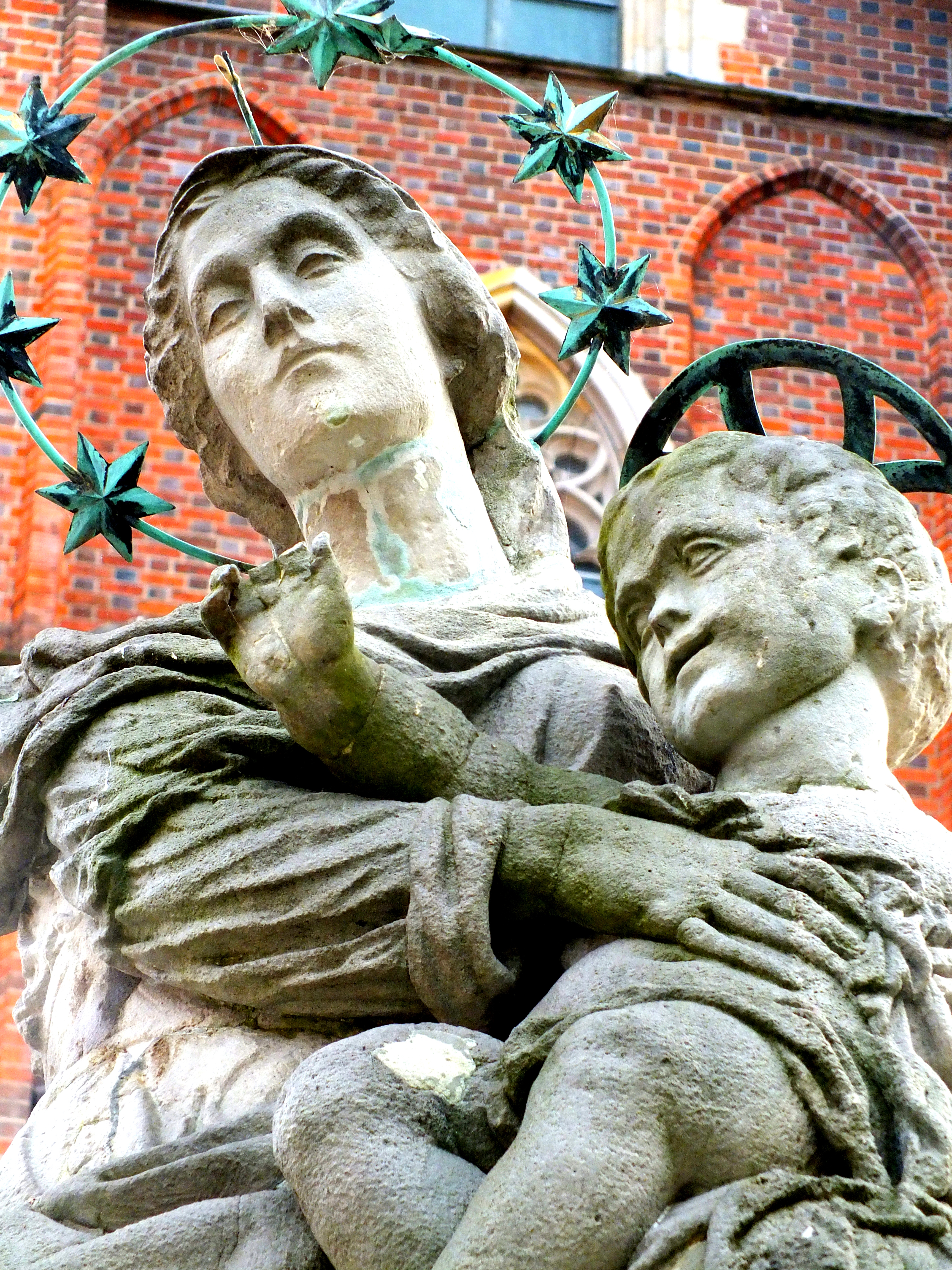

Podczas działań wojennych w 1945 r. posąg został uszkodzony. Odrestaurowano go w 1953 r., uzupełniając ubytki. Zniszczoną głowę Marii zrekonstruowała krakowska rzeźbiarka Jadwiga Horodyska. Wtedy pod łacińskim napisem dedykacyjnym, w dolnej części cokołu, dodano modlitwę po polsku: Królowo Pokoju, módl się za nami. Następne odnowienie rzeźby miało miejsce w 1992 r. W listopadzie 2009 r. posągowi Maryi odpadła głowa, którą przywrócono rzeźbie 8 grudnia.